# Liparetrus assitus
Liparetrus assitus är en skalbaggsart som beskrevs av Britton 1980. Liparetrus assitus ingår i släktet Liparetrus och familjen Melolonthidae. Inga underarter finns listade i Catalogue of Life.